# Mahomet (struga)
Mahomet – struga, lewy dopływ Kamianki o długości 11,21 km. 
Przepływa m.in. przez Romanówkę, Baciki Dalsze i Baciki Średnie. W dolnym biegu meandruje tworząc dolinkę o szerokości około 100–200 m, której zbocza miejscami są strome. Uchodzi do Zalewu w Siemiatyczach.